# Comuna Pnikut, Mostîska
Pnikut (în ucraineană Пнікут) este o comună în raionul Mostîska, regiunea Liov, Ucraina, formată din satele Buhovîci și Pnikut (reședința).

## Demografie
Componența lingvistică a comunei Pnikut
     Ucraineană (71,71%)
     Alte limbi (0,26%)
Conform recensământului din 2001, majoritatea populației comunei Pnikut era vorbitoare de ucraineană (71,71%), existând în minoritate și vorbitori de polonă (28,03%).